# James Architect
James Architect,  también conocido como James Francis, es un director de música y de cine indio y cantante indio. También ejerce su profesión de arquitectura. Ha marcado predominantemente en la música para películas de Kannada y Bollywood.

## Carrera
James completó su Licenciatura en Arquitectura y ha trabajado como arquitecto por un par de años, antes de ingresar a la industria del cine como director musical. Comenzó su carrera musical en el 2008, lanzando sus primeros álbumes de música y películas publicitarias en inglés, hindi, malayalam y kannada.
Como director de música para el cine, comenzó con la película de 2010 titulado "Sandalwood Guru". Ha dirigido temas musicales para varios intérpretes reconocidos de la India como S. P. Balasubrahmanyam, Rajesh Krishnan, Chaitra H. G., Anuradha Bhat y entre otros

## Filmografía
| Año  | Película             | Personaje      | Idioma                   |
| ---- | -------------------- | -------------- | ------------------------ |
| 2010 | Sandalwood Guru      | Music Director | Kannada                  |
| 2013 | Colours in Bengaluru | Music Director | Kannada                  |
| 2016 | Jai Tulunadu         | Music Director | Tulu (Released Jan 2016) |
| 2016 | Jilebhi              | Music Director | Kannada (Filming)        |